# لیلا خلیلی
لیلا خلیلی عضو تیم ملی کانوپولو در مسابقات قهرمانی آسیا کره جنوبی ۲۰۰۷ بود. تیم ایران در این مسابقات به رده اول و مدال طلا دست یافت.